# Đỗ Kham
Đỗ Kham/Khám (chữ Hán: 杜龛, ? – 556), nguyên quán Đỗ Lăng, Kinh Triệu , sinh quán quận Tương Dương, Ung Châu , tướng lãnh nhà Lương. Sau khi Vương Tăng Biện – là chủ tướng kiêm cha vợ của ông – bị đối thủ chính trị là Trần Bá Tiên giết chết, Kham dấy binh, nhưng thất bại và bị diệt môn.

## Thân thế
Họ Đỗ ở Đỗ Lăng, Kinh Triệu là sĩ tộc từ đời Tây Hán, nguyên tổ là Ngự sử đại phu Đỗ Chu, những hậu duệ nổi tiếng có Đỗ Độ (nhà thư pháp đời Đông Hán), Đỗ Dự (tướng lãnh đời Tây Tấn), Đỗ Viện, Đỗ Tuệ Độ (Giao Châu thứ sử đời Đông Tấn – Lưu Tống), Đỗ Như Hối (khai quốc công thần đời Đường), Đỗ Hữu (tể tướng, sử gia đời Đường), Đỗ Mục (nhà thơ đời Đường),...
Ông cụ là Linh Khải, làm Cấp sự trung nhà Nam Tề. Ông nội là Hoài Bảo, hưởng ứng Tiêu Diễn dấy binh chống lại Đông Hôn hầu, làm đến Lương Châu thứ sử. Cha là Sầm, con trai thứ hai của Hoài Bảo  .
Kham là con rể của Vương Tăng Biện, sử cũ không chép rõ thời điểm Tăng Biện gả con gái cho ông.

## Cuộc đời và sự nghiệp
Kham từ nhỏ đã kiêu dũng, giỏi dùng binh, trong những năm Thái Thanh (547 – 549), theo các chú về với Tương Đông vương Tiêu Dịch, được làm Trì tiết, Trung vũ tướng quân, Vân Châu thứ sử, Trung Lư huyện hầu, thực ấp 1000 hộ. Kham cùng chú út Đỗ Ấu An theo Vương Tăng Biện đánh Hà Đông vương Tiêu Dự, dẹp được. Lại theo Tăng Biện tiến xuống kinh đô, nối theo Từ Văn Thịnh đã đến Ba Lăng, thì nghe tin Hầu Cảnh đã hạ được Dĩnh Châu, tây tiến sắp đến, nên cùng nhau giữ Ba Lăng để đợi. Cảnh đến, vây được vài tuần, không hạ được nên lui về. Ông được thăng Thái phủ khanh, An bắc tướng quân, Đốc Định Châu chư quân sự, Định Châu thứ sử, gia Thông trực tán kỵ thường thị, tăng 5 thực ấp 500 hộ. Tiếp tục theo Tăng Biện đuổi theo Cảnh đến Giang Hạ, vây thành. Tướng Cảnh là Tống Tử Tiên bỏ thành trốn, Kham đuổi theo đến Dương Phổ, bắt sống được. Năm Đại Bảo thứ 3 (552), quân Kinh Châu đến Cô Thục, Kham cùng Trần Bá Tiên, Vương Lâm đưa đội ngũ tinh nhuệ đánh cho tướng Cảnh là Hầu Tử Giám đại bại, rồi tiến đến Thạch Đầu. Cảnh đích thân đưa quân tấn công, quân Kinh Châu hăng hái đánh trả; Cảnh đại bại, chạy về phía đông. Luận công là cao nhất, được thụ Bình đông tướng quân, Đông Dương Châu thứ sử, thêm phong 1000 hộ  .
Năm Thừa Thánh thứ 2 (553), Kham theo Vương Tăng Biện đánh dẹp bọn Lục Nạp ở Trường Sa, khuyên hàng được. Lại tham gia đánh Vũ Lăng vương Tiêu Kỷ ở Tây Lăng, cũng dẹp được. Sau khi Giang Lăng thất thủ - Nguyên đế Tiêu Dịch bị giết, Trinh Dương hầu Tiêu Uyên Minh được Tăng Biện thỏa hiệp với nhà Bắc Tề đưa về nối ngôi, lấy ông làm Chấn Châu thứ sử, Ngô Hưng thái thú. Lại được nhận chức Trấn nam tướng quân, Đô đốc Nam Dự Châu chư quân sự, Nam Dự Châu thứ sử, Lật Dương huyện hầu, cấp một bộ Cổ xuy. Lại được gia Tán kỵ thường thị, Trấn đông đại tướng quân. Gặp lúc Trần Bá Tiên tập kích kinh sư, bắt Tăng Biện giết đi. Từ trước Kham vẫn cho rằng Bá Tiên xuất thân hèn kém, quân đội ô hợp nên không xem ra gì; có lần Bá Tiên ghé đến Ngô Hưng, ông tiếp đãi tồi tệ, khiến Bá Tiên nghiến răng căm giận. Nay Kham chiếm cứ Ngô Hưng chống lại, sai quân phó Đỗ Thái đánh Trần Thiến (cháu Bá Tiên) ở Trường Thành, thất bại. Bá Tiên bèn sai Chu Văn Dục đánh, ông lại thua, chạy đi Nghĩa Hưng. Bá Tiên tự soái quân đến vây, gặp lúc tướng Tề là bọn Liễu Đạt Ma tập kích kinh đô, Bá Tiên buộc phải lui về  .
Kham thích uống rượu, say sưa suốt ngày, trong không có sách lược gì để quật khởi, ngoài bị Trần Thiến uy hiếp. Đỗ Thái ngầm tư thông với Trần Thiến, rồi khuyên ông đầu hàng; lại nghe tin Trần Bá Tiên và Bắc Tề đã ký hòa ước, quân Tề đã rút về bắc, nên đồng ý.  Nhưng vợ ông là Vương thị phản đối, đem tài sản riêng ra mộ quân, đẩy lui quân đội của Trần Thiến. Về sau Đỗ Thái làm phản, Kham vẫn còn say chưa tỉnh thì bị bắt. Trần Thiến sai chém ông trước nhiệm sở của mình, bắt Vương thị cắt tóc xuất gia, giết cả nhà họ Đỗ. 